# Цаньтунци
Цаньтунци (кит. упр. 周易參同契, пиньинь Zhōuyì cāntóng qì, палл. Чжоуи цаньтунци) — китайский трактат по Ицзину, и внутренней алхимии. Название переводится как «Единение триады», полное называние «Чжоуи Цаньтунци» включает ещё упоминание о Книге Перемен (Чжоуи), таким образом книга рассматривается как традиция толкования Ицзина. Эта книга считается первым теоретическим сочинением по внутренней алхимии. Автор книги — знаменитый даос Вэй Боян, книга написана в 142 году.

## Содержание
Значительная часть текста посвящена аналогии между символами Ицзина, небесными явлениями и телом человека, а также алхимических процессов, приводящих к достижению бессмертия.
Основными ингредиентами эликсира Вэй Боян по-видимому считал ртуть и олово, возможно также серу. Гексаграммы Ицзина предназначались для указания времени дня, а последовательности гексаграмм для отражения прибывания и убывания тепла. В книге использовались Пять элементов — дерево, огонь, земля, металл, вода.
В эпилоге в последнем разделе имя автора составляет криптограмму.

## Алхимические вещества
Некоторые авторы считают, что эта книга могла отражать исследования, которые привели к изобретению пороха. Стиль книги содержит множество метафор и скрытых аналогий, и допускает неоднозначное толкование. Исследователи считают также, что Вэй Боян намеренно использовал многозначные термины. Официально подтверждено, что рецепт пороха в XII веке принадлежит Уцзину Цунъяо.
По предположению Джозефа Нидхэма в 1986 изобретение пороха произошло существенно позднее:
Without doubt it was in the previous century, around +850, that the early alchemical experiments on the constituents of gunpowder, with its self-contained oxygen, reached their climax in the appearance of the mixture itself.

## Варианты текста и канонические комментарии

### Происхождение текста
Текст ещё в Средние века вызывал споры, по мнениям критиков он был поздним (Танского времени), однако современные исследователи склоняются к тому, что он основан на ханьском источнике. Детальное исследование происхождения текста провёл Прегадио
О наличии данного текста имеется несколько упоминаний ещё с ханьской эпохи. Помимо этого сохранился трактат Лунхуцзин (古文龙虎经) — (Свиток Дракона и Тигра древними письменами), первая часть которого во многом совпадает с первой частью Цаньтунци с рядом вариаций, отчего возникли споры, какой из текстов считать подлинным.
Первая из сохранившихся редакций Цаньтунци по мнению исследователей относится к танской эпохе, хотя комментарии приписываются ханьскому автору Инь Чаншэну (阴长生). Упоминаются, однако ещё несколько комментариев раннего времени, самое первое издание относят к ученику Вэй Бояна Сю Кунши.
Прегадио высказывает гипотезу, что в основе Цаньтунци лежит несохранившийся конфуцианский апокриф. Аргументом в пользу этой гипотезы являются параллели с Цзин Фаном, упоминание Конфуция и местами стиль, соответствующий комментаторский традиции Ицзина. Трактат Лунхуцзин (古文龙虎经) Прегадио считает сунским и поздним.
Ричард Берчингер в сохранившемся танскм тексте от Инь Чаншэна (阴长生) обратил внимание на комментарий в анонимном предисловии: «Я слышал, что Цаньтунци происходит от первого тома Лунхуцзина, написанного Сю Кунши» (учеником Вэй Бояна). На этом основании Берчингер делает вывод, что вся первая часть Цаньтунци (повторяющая первую часть Лунхуцзина) была написана позднее Сю Кунши (автором Лунхуцзина), а лишь вторая и третья части принадлежат Вэй Бояну.

### Комментаторская традиция
Сохранилось несколько десятков версий трактата и множество упоминаний о потерянных версиях и цитирований. В даосском каноне Цаньтунци представлен в 12 вариантах , сопровождаясь различными исследованиями и комментариями.
Первые дошедшие до нас комментарии относят к ханьскому автору Инь Чаншэну (阴长生), однако исследования показали, что текст комментариев был составлен в танский период. Первые детальные комментарии принадлежат Пэн Сяо (彭晓, 947 год). В редакции Пэн Сяо текст разбит на 90 малых разделов.
Хорошо известен комментарий от Ю Янь (俞琰, XIII век), В редакции Ю Янь тот же текст разбит на более крупные разделы, которых 35. Свой сравнительный комментарий написал Чжу Си.
Вот полный список изданий основного текста в Даоцзане:
1. Zhouyi cantong qi zhu 周易參同契注 (Комментарии на Цаньтунци). Без автора, датировано примерно 700 годом, содержит единственное представление трактата как работу по внешней алхимии. Присутствует только часть первой главы.
2. Zhouyi cantong qi. 周易參同契, ассоциируется с знаменитым даосским бессмертным Инь Чаншэнем 陰長生, датируется примерно 700 годом.
3. Zhouyi cantong qi fenzhang tong zhenyi 周易參同契分章通真義 Истинное значение Цаньтунци). Пэн Сяо 彭曉 (?-955), датируется 947 годом.
4. Zhouyi cantong qi kaoyi 周易參同契考異 (Исследования и проблемы Цаньтунци). Чжу Си 朱熹 (1130-1200), датируется 1197 годом.
5. Zhouyi cantong qi. Чу Юн 儲泳 (также известен под именемкак Чу Хуагу 儲華谷, fl. ca. 1230), датируется примерно 1230 годом.
6. Zhouyi cantong qi jie 周易參同契解 (Пояснения к Цаньтунци). Чэнь Сяньвэй 陳顯微 (?-после 1254), датируется после 1234.
7. Zhouyi cantong qi fahui 周易參同契發揮 (Разъяснения Цаньтунци). Ю Янь 俞琰 (1258-1314), датируется после 1284.
8. Zhouyi cantong qi zhu 周易參同契注 (Комментарии на Цаньтунци). Авторство не указано, с комментариями по внутренней алхимии, Neidan commentary, датируется после 1208.

Имеются и другие сочинения со сходными или производными тексами.
Трактат Лунхуцзин, во многом совпадающий или похожий на Цаньтунци, сохранился в трёх вариантах.

## Исследования
Ещё с танских времён трактат вызвал много споров. Проблема происхождения, датировки и авторства трактата приобрела большое значение, так как Цаньтунци считается самым ранним трактатом по внутренней алхимии, в котором используется космология ицзина. По-настоящему текст трактата получил распространение только шестьсот лет спустя, и вопрос, насколько эта традиция соответствует ханьской эпохе, является немаловажным.

### Авторство
Согласно традиции, автором является Вэй Боян, на что в первую очередь указывает его биография в сборнике Шэньсянь-чжуань (биографии даосских святых) Гэ Хуна.
Тем не менее характер цитирования Цаньтунци и ссылок ранними авторами (в том числе Тао Хунцина и самого Гэ Хуна) вызывают у исследователей сомнения и выдвигают многочисленные предположения.
Пэн Сяо, автор первого прокомментированного издания Цаньтунци, уже указывает на неоднозначность проблемы, цитируя мнение отдельных источников, что три главы Цаньтунци написали Вэй Боян, Сю Цунши ( 徐從事) и Чунью Шутун (淳于叔通), каждый по одной главе. Сю Цунши и Чунью Шутун специализировались на северокитайской космологии (а не на внутренней алхимии), наиболее распространённая версия состоит в том что оба они получили от Вэй Бояна текст трактата, но другие источники считают наоборот, что Вэй Боян получил текст от них.(Pregadio, 2011:7-9.) . На этом основании Прегадио (2011:23-25) высказал сомнения в подлинной древности указания в биографии от Гэ Хуна.

### Датировка
Фабрицио Прегадио, анализируя цитирования и заимствования, разделяет текст на слои, и делает различные выводы о датировке разных слоёв. По содержанию первые две (основных) главы состоят из трёх частей - космология (ицзин), даосизм и алхимия.
(1) Космология. Содержание трактата вполне соответствует космологической традиции ицзина в ханьскую эпоху, по мнению комментаторов Пэн Сяо и Чжу Си и исследователей восходит к "апокрифам" (weishu 緯書), которые циркулировали в ханьское время и почти полностью были утрачены. Так как принадлежность к ханьской космогонической традиции считается исследователями вполне доказанной, некоторые авторы (Fukui 1974:27-31) предполагают, что текст Цаньтунци вполне существовал в ханьское время, но содержал другой текст, отличающийся от современного. Прегадио (2011:16-17) выдвинул также предположение о завершении космологической части Цаньтунци через небольшое время после окончания ханьской эпохи, опираясь на совпадения с работами Юй Фана 
(2) Алхимия. Согласно мнению Чэнь Гофу, считающегося экспертом в исследованиях по внутренней алхимии, ни одна из работ по внешней алхимии ханьского периода и вплоть до периода Шести Династий (до VI века) не использует ни доктрины, ни символики, ни выражений, свойственных Цаньтунци, и то же можно сказать о внутренней алхимии, аутентичные тексты которой  не были найдены до VIII века (Pregadio, 2011:19-20). Самое раннее упоминание Цаньтунци в контексте алхимии - стихотворение поэта Цзян Яня (444-505), в котором он упоминает приготовление эликсира в соответствии с Цаньтунци.
(3) Даосизм. В части трактата, посвящённой даосизму, проволится различие между высшим дэ и низшим дэ, перекликаясь с классическими принципами даодэцзина и Чжуан-цзы.
Однако методы медитации имеют общую терминологию с трактатом Хуантинцзин школы Шанцин 364-70 (Pregadio 2011:26-27), что дало возможность Прегадио предположить о проработке этих частей не ранее конца IV века.
На основании этого анализа исследователь Фабрицио Прегадио делает вывод, что версия трактата, близкая к окончательной, формировалась либо около 450 года, либо на пару сотен лет позднее.

## Переводы
Первый полный перевод сделал на английский и немецкий языки сделал Ричард Берчингер (нем. Richard Bertschinger), снабдив перевод комментариями по внутренней алхимии.
Подробное исследование трактата провёл Фабрицио Прегадио (Fabrizio Pregadio), который опубливокал также детальный прокомментированный перевод.